# Magasabb fokú kongruenciák
Legyen m>0 adott, {\displaystyle f(x)=a_{0}+a_{1}x+\dots a_{k}x^{k}} egész együtthatós polinom. Ekkor tekinthetjük az {\displaystyle f(x)\equiv 0{\pmod {m}}} egyismeretlenes kongruenciát, melynek megoldásait modulo m keressük, azaz azon maradékosztályokat, amelyek kielégítik a kongruenciát. Akárcsak a lineáris kongruenciáknál, a megoldásszámon itt is a megoldó maradékosztályok számát értjük.

## Fokszám
A polinomoknál definiált fokszámot értelmezhetjük ezeknél a kongruenciáknál is modulo m, méghozzá a következőképpen:
Az {\displaystyle f(x)=a_{0}+a_{1}x+\dots a_{n}x^{n}} polinom modulo m vett fokszáma k, ha {\displaystyle a_{k}\not \equiv 0{\pmod {m}}}, de minden i>k esetén {\displaystyle a_{i}\equiv 0{\pmod {m}}}. Ha a polinom minden együtthatója 0-val kongruens modulo m, akkor f-nek nincs foka modulo m.
A következő két tétel prím modulusú kongruenciákra vonatkoznak.

## Tétel (Megoldások száma prím modulusú kongruenciák esetén)
Ha p prím és az f polinom modulo p vett foka k, akkor az {\displaystyle f(x)\equiv 0{\pmod {p}}} kongruencia megoldásszáma legfeljebb k.

Megjegyzés: Összetett modulusra a tétel állítása nem igaz.

## Tétel (Redukció prím modulusú kongruenciák esetén)
Ha p prím és f egész együtthatós polinom, akkor létezik (egyetlen) olyan g egész együtthatós polinom, melynek modulo p vett foka legfeljebb p-1 (vagy nem létezik foka – azaz az összes együttható 0) és minden {\displaystyle c\in \mathbb {Z} } egészre {\displaystyle f(c)\equiv g(c){\pmod {p}}}.

Megjegyzés: A tételből következik, hogy {\displaystyle f(x)\equiv 0{\pmod {p}}} és {\displaystyle g(x)\equiv 0{\pmod {p}}} kongruenciáknak ugyanazok a megoldásai.

Bizonyítás:

Az f polinomban {\displaystyle x^{p}} helyére mindenhol írjunk x-et, amíg lehetséges. Ekkor egy olyan polinomot kapunk, amelynek modulo p vett foka legfeljebb p-1 (vagy minden együttható 0). Mivel p prím, ezért a kis Fermat-tétel szerint bármely {\displaystyle c\in \mathbb {Z} } egészre {\displaystyle c^{p}\equiv c{\pmod {p}}}, ezért az {\displaystyle f(c)\equiv g(c){\pmod {p}}} teljesül.
A következő fogalmak bevezetésére a magasabb fokú kongruenciák vizsgálatakor betöltött kiemelt szerepük miatt van szükség.

## Rend
Legyen {\displaystyle \ (a,m)=1}. A legkisebb olyan {\displaystyle k\in \mathbb {Z} ^{+}} számot, melyre {\displaystyle a^{k}\equiv 1{\pmod {m}}}, az a rendjének nevezzük modulo m.

Jelölése: {\displaystyle \ o_{m}(a)}.

Megjegyzés: Az Euler{\displaystyle -}Fermat-tételből következik, hogy minden {\displaystyle \ (a,m)=1} esetén létezik az a-nak rendje és {\displaystyle o_{m}(a)\leq \varphi (m)}. Ha {\displaystyle (a,m)\neq 1}, akkor a-nak nem létezik ilyen szám.
A legfontosabb tételek:

Legyenek {\displaystyle m>0,(a,m)=1} továbbá {\displaystyle t,u,v\in \mathbb {Z} ^{+}}. Ekkor:
- {\displaystyle a^{t}\equiv 1{\pmod {m}}\Leftrightarrow o_{m}(a)\mid t}.
- {\displaystyle a^{u}\equiv a^{v}{\pmod {m}}\Leftrightarrow u\equiv v{\pmod {o_{m}(a)}}}.
- a-nak {\displaystyle o_{m}(a)} db páronként inkongruens hatványa van.
- {\displaystyle o_{m}(a)\mid \varphi (m)}.

Lásd még: multiplikatív rend

## Primitív gyök
Egy g számot primitív gyöknek nevezünk modulo m, ha {\displaystyle o_{m}(g)=\varphi (m)}, azaz ha a g rendje a nála kisebb, m-hez relatív prímek száma (Euler-féle {\displaystyle \varphi } függvény).
A legfontosabb tételek:
- Egy g szám akkor és csak akkor primitív gyök modulo m, ha {\displaystyle 1,g,\dots ,g^{\varphi (m)-1}} redukált maradékredszert alkotnak modulo m.
- Az m>1 modulusra nézve akkor és csak akkor létezik primitív gyök, ha m a következők egyike:
- {\displaystyle \ m=2}
- {\displaystyle \ m=4}
- {\displaystyle \ m=p^{\alpha }}
- {\displaystyle \ m=2p^{\alpha }}

ahol p>2 prím és {\displaystyle \alpha }>0.

Megjegyzés: Prím modulus esetén a páronként inkongruens primitív gyökök száma {\displaystyle \varphi (p-1)}.

Lásd még: primitív gyök

## Index (diszkrét logaritmus)
Legyen p prím, g primitív gyök modulo p és {\displaystyle (a,p)=1}. Ekkor az a-nak a g alapú indexén azt a {\displaystyle 0\leq k\leq p-2} számot értjük, melyre {\displaystyle a\equiv g^{k}{\pmod {p}}}.

Jelölés: {\displaystyle \ ind_{g,p}(a)} (Ha a g primitív gyök vagy a p prím egyértelmű adott feladatnál, akkor a jelölésből elhagyható.)
A legfontosabb tételek:
- {\displaystyle a\equiv b{\pmod {p}}\Rightarrow ind_{g,p}(a)=ind_{g,p}(b)}
- {\displaystyle g^{s}\equiv g^{t}{\pmod {p}}\Leftrightarrow s\equiv t{\pmod {p-1}}} (ez következik a rendnél felsorolt tételek közül a másodikból megfelelő szereposztással).
  - {\displaystyle g^{j}\equiv a{\pmod {p}}\Leftrightarrow g^{j}\equiv g^{ind_{g,p}(a)}{\pmod {p}}\Leftrightarrow j\equiv ind_{g,p}(a){\pmod {p-1}}}

Megjegyzések:
- Az indexre is érvényesek a logaritmusazonosságok. Például: ha (ab,p)=1, akkor {\displaystyle \ ind_{g,p}(ab)=ind_{g,p}(a)+ind_{g,p}(b)}.
- A diszkrét logaritmus számítása használatos a kriptográfiában, ugyanis ha p nagy prím, a pedig p-nél kisebb pozitív egész, akkor az index számítása nem könnyű.

A továbbiakban magasabb fokú kongruenciák egy speciális esetével foglalkozunk, ahol a prímmodulusból és az alakból a megoldás lényegesen leegyszerűsödik.

## Binom kongruenciák
A pozitív számok körében vett gyökvonáshoz használatos módszert alkalmazhatjuk modulo p gyökvonáshoz, azaz a {\displaystyle x^{k}\equiv a{\pmod {p}}} kongruencia megoldásához, ahol p prím. Az ilyen alakú kongruenciákat binom (kéttagú) kongruenciáknak nevezzük.

Megjegyzés:
- Az általános alak {\displaystyle cx^{k}\equiv d{\pmod {p}}}, ahol {\displaystyle c\not \equiv 0{\pmod {p}}} a fent említett alakra hozható. A megfelelő a értéket a {\displaystyle cy\equiv d{\pmod {p}}} lineáris kongruencia megoldása adja (ez egyetlen maradékosztály, hiszen p prím, ezért a (c,p)=1).
- Ha {\displaystyle (a,p)\neq 1}, akkor {\displaystyle a\equiv 0{\pmod {p}}}, azaz {\displaystyle x^{k}\equiv 0{\pmod {p}}} kongruenciát kapjuk, aminek csak az {\displaystyle x\equiv 0{\pmod {p}}} az egyetlen megoldása.

### Tétel (Megoldhatóság, megoldások száma, megoldási algoritmus)
Legyen p prím és {\displaystyle (a,p)=1}. Az {\displaystyle x^{k}\equiv a{\pmod {p}}} kongruencia akkor és csak akkor megoldható, ha {\displaystyle a^{\frac {p-1}{(k,p-1)}}\equiv 1{\pmod {p}}}. Ez a feltétel ekvivalens azzal, hogy {\displaystyle (k,p-1)\mid ind_{g,p}(a)}, ahol g egy tetszőleges primitív gyök modulo p.

Ha a kongruencia megoldható, akkor a megoldások száma {\displaystyle (k,p-1)}.

Bizonyítás:

A megoldást g primitív gyök szerinti indexet használva a következő alakban keressük: {\displaystyle x\equiv \ g^{ind(x)}{\pmod {p}}}. 

Ekkora a kongruencia felírható a következő alakban: {\displaystyle g^{k\;ind(x)}\equiv g^{ind(a)}{\pmod {p}}}. A rendnél említett {\displaystyle g^{u}\equiv g^{v}{\pmod {p}}\Leftrightarrow u\equiv v{\pmod {p-1)}}} tétel alapján a kongruencia tovább ekvivalens: {\displaystyle k\;ind(x)\equiv ind(a){\pmod {p-1}}} kongruenciával.

Ez {\displaystyle ind(x)}-re nézve lineáris, amely akkor és csak akkor oldható meg, ha {\displaystyle (k,p-1)\mid ind_{g,p}(a)}, azaz ezen állítás az eredeti kongruencia megoldhatóságának szükséges és elégséges feltétele.
A {\displaystyle k\;ind(x)\equiv ind(a){\pmod {p-1}}} kongruenciának (az eredeti kongruenciával egyetemben) {\displaystyle (k,p-1)} megoldása van a lineáris kongruenciák megoldásszámára vonatkozó tétel alapján.
A két feltétel ekvivalenciájának bizonyítása:
{\displaystyle a^{\frac {p-1}{(k,p-1)}}\equiv \left(g^{ind(a)}\right)^{\frac {p-1}{(k,p-1)}}=g^{(p-1){\frac {ind(a)}{(k,p-1)}}}{\pmod {p}}}. Ez pontosan akkor kongruens 1-gyel modulo p, ha az utolsó tagban a kitevő a p-1-nek egész számú többszöröse, azaz ha {\displaystyle (k,p-1)\mid ind(a)}.
Prímmodulusú, magasabb fokú kongruenciákra vonatkozó két nevezetes tétel: Chevalley-tétel, Kőnig–Rados-tétel.